# Víctor Carmine Zúñiga
Víctor Hernán Carmine Zúñiga (Temuco, 10 de junio de 1936-Temuco, 11 de junio de 2021) fue un abogado, agricultor y político chileno, diputado del Partido Nacional entre 1969 y 1973.

## Biografía

### Familia y estudios
Fue hijo de Víctor Carmine Vallette (intendente de la provincia de Cautín entre 1946 y 1948, y alcalde de Temuco entre 1962 y 1963) y Laudelina Zúñiga Palavicino. Se casó con Antonieta Rojas Morales, con quien tuvo dos hijas.
Estudió en el Liceo de Hombres de Temuco y más tarde en la Escuela Militar, donde obtuvo el grado de subteniente de Reserva de Infantería. Posteriormente, ingresó a la Universidad de Chile, donde se tituló de abogado el 10 de septiembre de 1959, con la tesis El impuesto a las asignaciones y donaciones ante la Ley y la Jurisprudencia. También fue un destacado agricultor de la provincia de Cautín.

### Vida pública
Inició sus actividades políticas en el partido Democracia Agrario Laborista (DAL), por el que se postuló a diputado por Cautín en las elecciones parlamentarias de 1965, sin resultar electo.
En 1966 fue cofundador del Partido Nacional (PN). Dentro de esta colectividad ocupó los cargos de secretario provincial y en 1968, presidente del Consejo Nacional de Temuco. En julio de 1968, tras el fallecimiento del diputado Venancio Coñuepán Huenchual, Carmine se postuló como candidato del PN en la elección complementaria realizada el 7 de julio para elegir a su reemplazante; no obstante, no resultó elegido.
En las elecciones parlamentarias de 1969, resultó elegido diputado por la 21.ª Agrupación Departamental de Imperial, Temuco, Villarrica, Pitrufquén y Lautaro. Integró la comisión de Minería y participó en las comisiones investigadoras de acusación constitucional al ministro de Defensa Sergio Ossa (1970); de los problemas suscitados entre los trabajadores y la Compañía Minera Andina (1970); de la comisión encargada de conocer el procedimiento en concesión de créditos por el Banco del Estado (1969-1970); y de la comisión de créditos otorgados por el Banco del Estado a los parlamentarios (1970).
El 5 de mayo de 1970, a raíz de unas polémicas declaraciones emitidas durante una sesión de la Cámara de Diputados en la que se discutían los incidentes tras el asesinato de Hernán Mery en Linares, fue expulsado del Partido Nacional por un breve tiempo; durante dicha sesión, Carmine señaló "Este es el primer muerto, compañeros. Les daremos el gusto con otros muertos. ¡Yo no voto condolencias a familiares de cuatreros!" y posteriormente golpeó al diputado Eduardo Sepúlveda Muñoz (PDC). En esa época también se hizo miembro del Frente Nacionalista Patria y Libertad.
En las elecciones parlamentarias de 1973, resultó reelegido como diputado del PN en la misma Agrupación Departamental. Participó y presidió la Comisión de Minería. Sin embargo, no pudo cumplir la totalidad de su labor parlamentaria debido al Golpe de Estado de 1973 y la consecuente disolución del Congreso Nacional.
Pese a identificarse con la derecha política y haber apoyado inicialmente el golpe de Estado de 1973, se mostró crítico frente a la dictadura militar de Augusto Pinochet debido a la falta de garantías democráticas. A comienzos de los años 1980, durante la reapertura democrática, Carmine se integró nuevamente al Partido Nacional. Posteriormente, se acercó a la Concertación de Partidos por la Democracia y formó parte del Partido Alianza de Centro (PAC).
En las elecciones parlamentarias de 1989 y 1993 se postuló a senador por la Región de La Araucanía, sin resultar electo.
Falleció el 11 de junio de 2021 tras sufrir un paro cardiorrespiratorio.

## Historial electoral

### Elecciones parlamentarias de 1973
- Elecciones parlamentarias de 1973 para la Provincia de Cautín[8]

### Elecciones parlamentarias de 1989
Senador por la 15ª Circunscripción Electoral (Región de La Araucanía)

### Elecciones parlamentarias de 1993
Senador por la 15ª Circunscripción Electoral (Región de La Araucanía)